# Michael Söderlundh
Per Michael Jobs Söderlundh, född 26 september 1942 i Solna församling i Stockholms län, är en svensk målare och tecknare.
Efter studentexamen 1962 studerade Söderlundh historia vid Uppsala universitet men övergick till att studera konst. Han var elev vid Gerlesborgsskolan 1963 och vid Det Kongelige Danske Kunstakademi i Köpenhamn 1963–1965 innan han for på ett flertal studieresor till bland annat England och Island. Han fortsatte senare sina studier i Uppsala 1970 och blev filosofie kandidat. Han tilldelades ett stipendium från danskt-svenskt samarbete 1964–1965. Han medverkade i samlingsutställningar med Dalarnas konstförening. På Galleri Observatorium i Stockholm ställde han 1966 ut med en serie målningar som var inspirerade av den amerikanska atomubåten Thresher förlisning i Atlanten. Söderlundh var under några år konstlärare på Nyckelviksskolan i Lidingö. Bland Söderlundhs verk finns vägg i terrazzoteknik och målningar i tunnelbanestationen Sundbyberg (1984) samt muralmålning på universitetssjukhuset i Örebro (1991). Söderlundh är representerad i Moderna museet, Rättviks kommun och hos Stockholms skoldirektion.
Söderlundh är uppvuxen i Västanvik i Leksands kommun. Han är son till Lillebror Söderlundh och Lisbet Jobs samt dotterson till Anders Jobs och Elisabet Wisén-Jobs; han är gift med Christina Mattsson.